# Laurence Fox
Laurence Paul Fox (ur. w 26 maja 1978 w Leeds) – brytyjski aktor filmowy i teatralny. Popularność przyniosła mu rola detektywa sierżanta Jamesa Hathawaya w serialu kryminalnym Lewis (2006–2011).

## Życiorys

### Wczesne lata
Urodził się w Leeds. Pochodzi ze znanej rodziny aktorskiej. Jest synem Jamesa Foxa i bratankiem Edwarda Foxa. Studiował w The Royal Academy of Dramatic Art (RADA). 

### Życie prywatne
31 grudnia 2007 poślubił aktorkę Billie Piper, którą poznał podczas ich wspólnych występów w sztuce Christophera Hamptona, Treats, wystawianej w kilku londyńskich teatrach. W 2008 przyszedł na świat ich pierwszy syn – Winston James, a w 2012 urodził się ich drugi syn – Eugene. Para rozwiodła się w 2016 roku, po ośmiu latach małżeństwa.

## Filmografia
- 2022 My Son Hunter – Hunter Biden
- 2020 White Lines – David
- 2019 Wiktoria (serial TV) – lord Palmerston

The Professor and the Madman – Philip Lyttelton Gell
- 2011 W.E. – Bertie

Fast Freddie, The Widow and Me – Jonathan Donald
- 2008 Wired – Philip Manningham
- 2007 A Room with a View – Cecil Vyse

Zakochana Jane (Becoming Jane) – pan Wisley
- 2006–2011 Lewis (serial TV) – James Hathaway
- 2006 Elizabeth: Złoty wiek (Elizabeth: The Golden Age) – sir Christopher Hatton

Panna Marple: Tajemnica Sittaford (Marple: The Sittaford Mystery) – James Pearson
- 2005 Whatever Love Means – książę Charles

Egipt – Leonard
Jericho (serial TV, odc. The Killing of Johnny Swan) – Peter Bridgewater
Ostatni zrzut (The Last Drop) – mjr Keesler
Ucieczka z Colditz (Colditz) – Tom Willis
- 2004 AD/BC: A Rock Opera – mieszkaniec miasta

Island at War – Bernhardt Tellemann
- 2003 Detektyw Foyle (Foyle's War) (serial TV, odc. Gry wojenne - War Games) – Simon Walker

Al sur de Granada – Ralph
- 2002-2006 Ultimate Force – kpr. Mick Sharp
- 2002 Dolina cieni (Deathwatch) – kpt. Bramwell Jennings
- 2001 Gosford Park – Rupert Standish

Bunkier (The Hole) – Geoff